# Metazygia genaro
Metazygia genaro är en spindelart som beskrevs av Levi 1995. Metazygia genaro ingår i släktet Metazygia och familjen hjulspindlar.
Artens utbredningsområde är Peru. Inga underarter finns listade i Catalogue of Life.